# Supertanker (film)
|  | Denne artikel er oprettet af botten PalnaBot ud fra en ekstern database. Den kan derfor have sproglige fejl eller mangler. Denne skabelon kan fjernes efter kontrol af indholdet. |

 For alternative betydninger, se Supertanker (flertydig). (Se også artikler, som begynder med Supertanker)
Supertanker er en film instrueret af Franz Ernst efter manuskript af Franz Ernst.

## Handling
Filmen følger en fuldt lastet supertanker, som fra Den persiske Golf langs Portugal over Biscayen rundt om Bretagne skal til oliehavnen Antifer i Normandiet. Supertankeren, der i filmen fremstår som et udtryk for en verden af ny teknologi, som mennesker skal færdes i, har som sin absolutte kontrast en skipper, der sejler sin egen lille båd ud for Bretagne. Filmen beskriver to verdener indefra. Supertankeren, der som en kæmpemæssig fascinerende maskine drives frem med dens besætnings bevidsthed om de farer, der bestandigt truer, og som har forårsaget katastrofer i de internationale farvande. Og den lille fiskerkutter, der repræsenterer en anden verden og en tradtion i kulturel forstand. Beretningen om supertankerens rejse kan ses som en model på historien om mennesket og den moderne teknologi.